# Oleksandr Kowalenko
Oleksandr Mychajlowytsch Kowalenko (ukrainisch Олександр Михайлович Коваленко; * 10. August 1875 in Romny; † 17. Oktober 1963 in Genf) war ein ukrainischer Wissenschaftler, politischer Aktivist und Schriftsteller. Er schrieb auch unter den Pseudonymen O. Kowalenko-Schurbenko (О. Коваленко-Журбенко), O. K. Schurbenko (О. К. Журбенко), О. К.

## Leben und Wirken

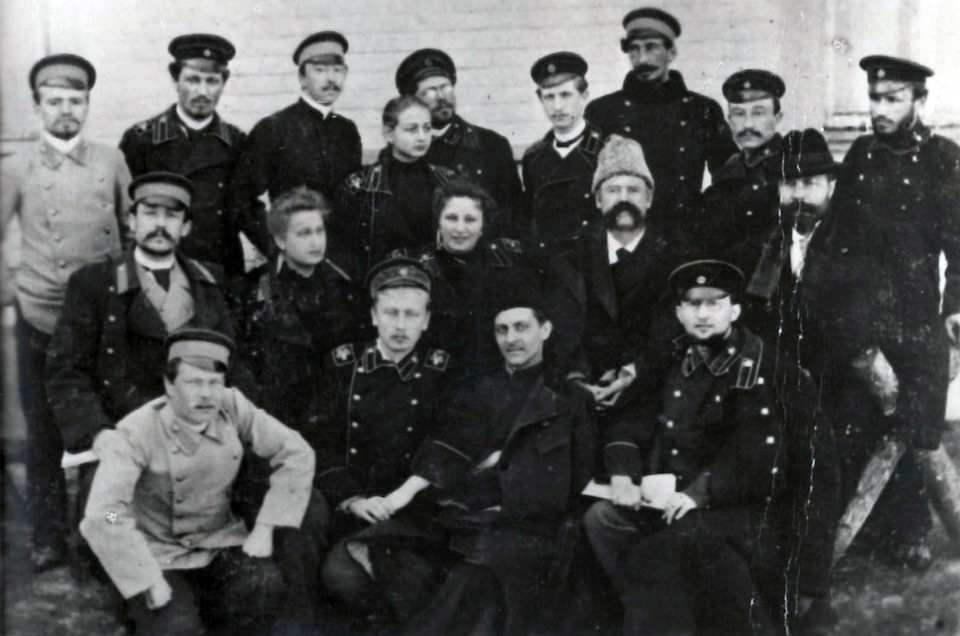
Ukrainische Studentengemeinschaft Charkiws mit Mykola Michnowskyj und Mykola Lewytskyj. Oleksandr Kowalenko – stehend 4. v. l.

Oleksandr Kowalenko besuchte die Realschule in Romny. Dort war er mit den Brüdern Tymoschenko und Abram Joffe befreundet. Ab 1895 studierte er am Technologieinstitut in Charkiw und schloss sich 1897 einer konspirativen ukrainischen Vereinigung unter der Führung von Dmytro Antonowytsch an. Nach Studentenprotesten, bei denen unter anderem der Unterricht in ukrainischer Sprache gefordert wurde, gehörte er 1899 zu den 300 Studenten, die exmatrikuliert wurden. Er zog nach Kobelyaky, wo er einen Theaterkreis gründete. Nach seiner Rückkehr nach Charkiw und Wiederaufnahme des Studiums gehörte Kowalenko zu den Gründern der Revolutionären Ukrainischen Partei.
Als 1901 der Unterricht am Institut aufgrund von Studentenunruhen eingestellt wurde, zog er nach Sewastopol, wo er als Seefahrtsingenieur tätig war. Gemeinsam mit seinem Studienfreund Lewko Mazijewitsch leitete er ein Amateurtheater mit ukrainischem Repertoire im Volkshaus von Sewastopol und organisierte Gedenkabende für Taras Schewtschenko. Im Jahr 1905 diente er auf dem Schlachtschiff Potjomkin und schloss sich als einziger Offizier dem von Panas Matjuschenko und anderen ukrainischen Matrosen geführten Aufstand an. Er erhielt politisches Asyl in Rumänien, zog anschließend nach Prag und dann weiter nach Frankreich. In Paris unterrichtete er Mathematik und Physik an einer Schule und baute zusammen mit Wolodymyr Wynnytschenko die ukrainische Gemeinde aus. In den Jahren 1915–1916 gab er zusammen mit Wolodymyr Stepankiwskyj in Lausanne die Zeitschrift L’Ukraine heraus.
1917 kehrte Kowalenko in die Ukraine zurück und übernahm die Leitung der Bildungsabteilung des Schifffahrtsministerium der Ukrainischen Volksrepublik (UNR). Sein Engagement führte dazu, dass über 20 Schiffe der Schwarzmeerflotte die ukrainische Flagge hissten, darunter auch die ehemalige Potjomkin, die in der ukrainischen Flotte den Namen Kämpfer für die Freiheit (uk: Борець за свободу) erhielt. Er war Mitglied der Delegation des Direktoriums der Ukrainischen Volksrepublik bei den Verhandlungen mit der Entente in Iași und Odessa. Im Jahr 1919 wurde er Konsul in Istanbul, anschließend erster Sekretär der ukrainischen diplomatischen Mission in Paris und nahm 1920 an der Versammlung des Völkerbundes in Genf teil.
Auf Einladung der Ukrainischen Wirtschaftsakademie zog Kowalenko 1922 in die Tschechoslowakei, wo er in Poděbrady höhere Mathematik und Festigkeitslehre lehrte und von 1923 bis 1925 Dekan der Ingenieursfakultät war. Nach der Auflösung der Akademie arbeitete er ab 1932 am Ukrainischen Technisch-Wirtschaftischen Institut. Im Jahr 1960 wurde ihm der Ehrendoktortitel des Instituts verliehen. Er veröffentlichte Lehrbücher in ukrainischer Sprache, darunter 1936 Grundlagen der höheren Mathematik. Unter dem Pseudonym Schurbenko schrieb er 11 Tage auf dem Panzerkreuzer „Knjas Potjomkin Tawritscheski“. Außerdem schrieb er Artikel über das Leben der Ukrainer im Ausland. Im Jahr 1939 erschienen seine Memoiren Aus der Vergangenheit. Nach dem Zweiten Weltkrieg lebte und arbeitete er in München und Genf.